# Make It Right
"Make It Right " é uma canção da boy band sul-coreana BTS. Foi lançado digitalmente em 12 de abril de 2019, como parte da extended play Map of the Soul: Persona. Foi remixado e relançado com o cantor Lauv, como o segundo single do EP em 18 de outubro de 2019.

## Histórico e lançamento
A música foi provocada pela primeira vez por Suga no Twitter, mostrando a imagem de uma faixa e marcando Ed Sheeran com "This is for you". Em 11 de abril, um dia antes do lançamento, foi anunciada como a música que Suga havia provocado nos meses anteriores. O título da música parecia recontar o monólogo de Jin em 2017 Love Yourself Highlight Reel durante a era Love Yourself da banda.
A versão do álbum da música foi lançada digitalmente em 12 de abril de 2019. A versão remixada foi divulgada nas plataformas de mídia social do grupo e do Lauv e lançada oficialmente em 18 de outubro de 2019.

## Promoção
A música foi promovida no M Countdown 19 de abril de 2019. O BTS também executou a versão original da música no The Late Show com Stephen Colbert em maio de 2019. Além disso, eles executaram a música no iHeart Radio Jingle Ball e na Times Square de Nova York no Rockin 'Eve de Dick Clark com Ryan Seacrest .

## Composição e letras
"Make It Right" foi descrita como uma faixa de R&B contemporânea pesada em falsete vocal, ou seja, "cantada com uma intensidade sussurrada e próxima ao microfone que dá a curiosa ilusão de intimidade." Ele usa uma buzina em loop ao longo da música, com a Rolling Stone comparando-a com "1 Thing" de Amerie ou "Let Me Love You" do Mario, ecoando sons dos anos 2000. É apoiado por sintetizadores, e as letras falam sobre o desejo de tornar o mundo melhor e melhorar relacionamentos. Também fala sobre suas maiores conquistas e que sem seus fãs, pareceria vazio. Newsweek disse que embora o tema da música possa ser pesado, o instrumental é leve. Na versão remixada, Lauv substitui o primeiro verso em coreano por suas próprias letras.
A versão remix da música está na tonalidade de Sol maior com 98 batidas por minuto, enquanto a original é em Sol maior com 106 batidas por minuto.

## Recepção
The New York Times disse sobre a faixa: "Tem alguns dos gestos de soft-soul característicos de Ed Sheeran, mas o BTS a torna com complexidade", enquanto Jae-ha Kim do Chicago Tribune a chamou de "esperançosa e otimista".

## Créditos e pessoal
Os créditos originais da música são adaptados das notas do encarte do CD de Map of the Soul: Persona . Os créditos de Lauv como compositor na versão remixada são adaptados do Spotify.
| - BTS – vocais primários - Fred "FRED" Gibson – produção, composição, bateria, teclado, sintetizador, programação - Ed Sheeran – composição - Benjy Gibson – composição - Jo Hill – composição - RM – composição, arranjo de rap, coordenador de gravação | - Suga – composição - J-Hope – composição - Lauv – composição (versão única remixada apenas) - Jungkook – coro - Pdogg – arranjo vocal, arranjo de rap, coordenador de gravação - Hiss Noise – coordenador de gravação, coordenador digital - El Capitxn – coordenador digital |

## Gráficos
| Gráfico (2019)                            | Melhor posição |
| ----------------------------------------- | -------------- |
| Australia (ARIA)                          | 89             |
| Canadá (Canadian Hot 100)                 | 72             |
| República Checa (Singles Digitál Top 100) | 99             |
| Hungria (Single Top 40)                   | 15             |
| Irlanda (IRMA)                            | 59             |
| Lithuania (AGATA)                         | 16             |
| Japan (Japan Hot 100)                     | 54             |
| Malaysia (RIM)                            | 5              |
| New Zealand Hot Singles (RMNZ)            | 5              |
| Escócia (Scottish Singles Chart)          | 28             |
| Eslováquia (Singles Digitál Top 100)      | 47             |
| South Korea (Gaon)                        | 10             |
| South Korea (K-pop Hot 100)               | 3              |
| Reino Unido (UK Singles Chart)            | 68             |
| Reino Unido (OCC UK Indie)                | 9              |
| Estados Unidos (Billboard Hot 100)        | 95             |
| US Rolling Stone Top 100                  | 90             |

| Gráfico (2019)                               | Melhor posição |
| -------------------------------------------- | -------------- |
| Australia (ARIA)                             | 53             |
| Canadá (Canadian Hot 100)                    | 65             |
| Estonia (Eesti Ekspress)                     | 35             |
| Hungria (Single Top 40)                      | 11             |
| Lithuania (AGATA)                            | 28             |
| Malaysia (RIM)                               | 10             |
| New Zealand Hot Singles (RMNZ)               | 3              |
| Singapore (RIAS)                             | 8              |
| South Korea (Gaon)                           | 80             |
| Sweden Heatseeker (Sverigetopplistan)        | 9              |
| Estados Unidos (Billboard Hot 100)           | 76             |
| Estados Unidos (Billboard Mainstream Top 40) | 24             |

## Certificações
| Região                                                           | Certificação | Unidades/vendas certificadas |
| ---------------------------------------------------------------- | ------------ | ---------------------------- |
| Australia (ARIA)                                                 | Ouro         | 35,000 *                     |
| "*" Dados de vendas + streaming baseados apenas na certificação. |              |                              |